# Josef Nowak (Mediziner)
Josef Nowak (tschechisch: Josef Novák; * 1. November 1841 in Trautenau, Böhmen; † 26. März 1886 in Prag, Böhmen) war ein österreichischer Hygieniker und Autor des ersten modernen Fachbuches für Hygiene in Österreich.

## Leben
Nach dem Studium an der k.k. medizinisch-chirurgischen Josephs-Academie in Wien wurde er 1866 zum Doktor der Medizin promoviert. Anschließend erhielt er eine Anstellung als Militäroberarzt in Prag. Nach seinem Kriegsdienst im Infanterieregiment 21 wurde Nowak Assistent von Franz Cölestin von Schneider am Lehrstuhl für Chemie der Josephs-Academie. In dieser Zeit wurde er Mitglied des Militärsanitätsrates und der Inspektion der Militärmedikamentenregie. Nach der Auflassung der Josephs-Academie wechselte Nowak 1874 als Dozent für Hygiene an die Universität Wien. Im Jahr darauf wurde er zum ersten Professor für Hygiene in Wien berufen. 1881 veröffentlichte er das Lehrbuch der Hygiene, das auf diesem Gebiet als erstes modernes Fachbuch in Österreich gilt.
Nach seinem frühen Tode übernahm zunächst Florian Kratschmer den Lehrstuhl für Hygiene, dann ab 1887 Max von Gruber.

## Publikationen
- Lehrbuch der Hygiene, 1881–1883, 2. Auflage.